# Кузнецовский сельсовет (Новосибирская область)
Кузнецовский сельсовет — сельское поселение в Баганском районе Новосибирской области Российской Федерации.
Административный центр — село Кузнецовка.

## История
Статус и границы сельского поселения установлены Законом Новосибирской области от 2 июня 2004 года № 200-ОЗ «О статусе и границах муниципальных образований Новосибирской области»
Ранее в состав сельсовета входило село Ленинское. Исключено в 2013 г.

## Население
| 2002 | 2010 | 2012 | 2013 | 2014 | 2015 | 2016 |
| ---- | ---- | ---- | ---- | ---- | ---- | ---- |
| 653  | ↘559 | ↗567 | ↗569 | ↘553 | →553 | ↘542 |
| 2017 | 2018 | 2019 | 2020 | 2021 |      |      |
| ↘541 | ↘535 | ↘527 | ↘522 | ↘521 |      |      |

## Состав сельского поселения
| № | Населённый пункт | Тип населённого пункта       | Население |
| - | ---------------- | ---------------------------- | --------- |
| 1 | Кузнецовка       | село, административный центр | ↘521      |